# バック・オン・トップ
『バック・オン・トップ』（Back on Top）は、北アイルランドのミュージシャン、ヴァン・モリソンが1999年に発表した27作目のスタジオ・アルバム。ヴァージン・レコード傘下のブルース・レーベル、ポイントブランクからリリースされた。

## 背景
本作でダブル・ベースを弾いたイアン・ジェニングスによれば、レコーディングはスタジオ・ライヴ形式で行われ、どの曲も2テイクまでしか録音されず、数曲を除けば1日で録音されたという。ただし、ストリングス・セクションのみダブリンのウィンドミル・レーン・スタジオで別録りされた。
2008年発売のリマスターCDに収録されたボーナス・トラック「涙の谷」は、ファッツ・ドミノのカヴァー。

## 反響・評価
ノルウェーでは1999年第11週のアルバム・チャートで初登場1位となり、合計12週にわたってトップ40入りした。イギリスでは本作が全英アルバムチャートで11位に達し、シングル「プレシャス・タイム」は全英シングルチャートで36位、「バック・オン・トップ」は69位を記録した。
James Chrispellはオールミュージックにおいて5点満点中4点を付け「実に多様なスタイルに及ぶ実に多くの曲を経て、ヴァン・モリソンは喜ばしいことに、彼によく似合う音楽に回帰した。モリソンは『バック・オン・トップ』でブルースやR&Bに立ち入り、人生や生きることの喜びを精一杯祝福していることが分かる」「どの曲を選ぼうが、ここには弱い曲はない」と評している。一方、ジェイムス・ハンターは1999年4月1日付の『ローリング・ストーン』誌において5点満点中3点を付け、「枯葉散る頃」を「名曲」と称賛しつつ、その他の曲については「過去の作品の劣化イミテーションでない一方、驚くような冒険もない」と評している。

## 収録曲
特記なき楽曲はヴァン・モリソン作。
1. ジュネーヴへ - "Goin' Down Geneva" – 4:25
2. 賢者の石 - "Philosopher's Stone" – 6:05
3. イン・ザ・ミッドナイト - "In the Midnight" – 5:07
4. バック・オン・トップ - "Back on Top" – 4:22
5. 枯葉散る頃 - "When the Leaves Come Falling Down" – 5:39
6. ハイ・サマー - "High Summer" – 5:12
7. 君の面影 - "Reminds Me of You" – 5:40
8. ニュー・バイオグラフィー - "New Biography" – 5:22
9. プレシャス・タイム - "Precious Time" – 3:44
10. ゴールデン・オータム・デイ - "Golden Autumn Day" – 6:32

### 2008年リマスターCDボーナス・トラック
1. 賢者の石（別ヴァージョン） - "Philosopher's Stone (Alternative take)" – 4:52
2. 涙の谷 - "Valley of Tears" (Fats Domino) – 5:05

## 他メディアでの使用例
「賢者の石」は2000年公開の映画『ワンダー・ボーイズ』で使用され、同作のサウンドトラック・アルバムにも収録された。

## 参加ミュージシャン
- ヴァン・モリソン - ボーカル、アコースティック・ギター、ハーモニカ
- ジェレイント・ワトキンス - ピアノ(on #1)、ハモンドオルガン(on #2, #3, #4, #5, #6, #7, #8, #9, #10)
- フィアチラ・トレンチ - ピアノ(on #2, #4, #5, #10)、ストリングス・アレンジ(on #2, #5, #10)
- ミック・グリーン - ギター
- イアン・ジェニングス - ダブル・ベース
- ボビー・アーウィン - ドラムス
- リアム・ブラッドリー - ドラムス(on #8)、パーカッション(on #8)、バッキング・ボーカル(on #8)
- ピー・ウィー・エリス - テナー・サクソフォーン(on #4, #6, #8, #9, #10)、バリトン・サクソフォーン(on #5, #7, #8, #9)、ソプラノ・サクソフォーン(on #6, #7)、バッキング・ボーカル(on #3)
- マット・ホーランド - トランペット(on #5, #6)
- ブライアン・ケネディ - バッキング・ボーカル(on #2, #3, #4, #5, #6, #7, #8, #9, #10)